# جامع خطوة الإمام علي

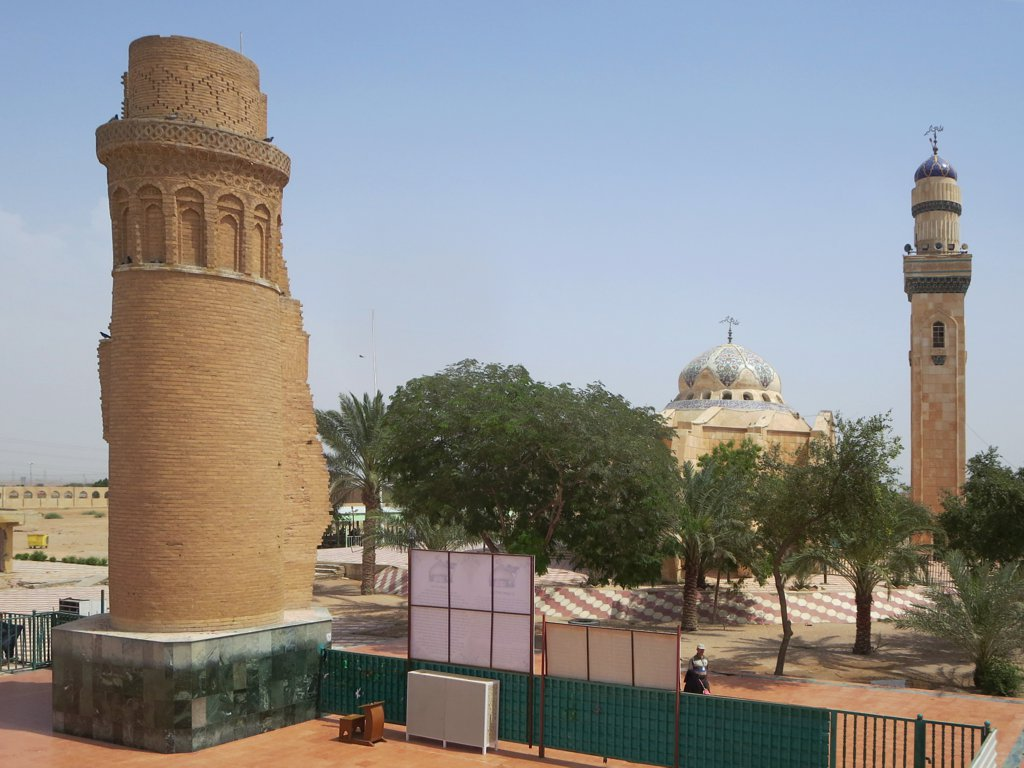
منظر لجامع الخطوة

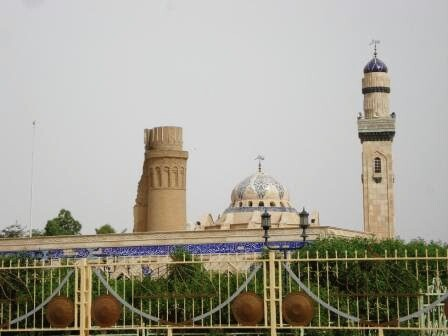
منظر لجامع الخطوة

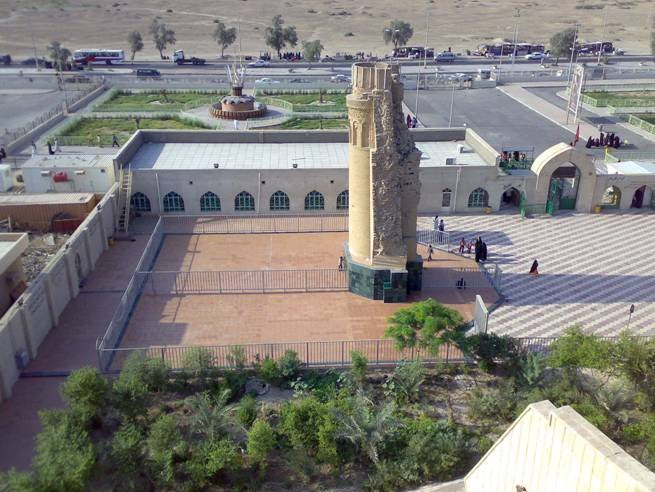
منظر لجامع الخطوة

مسجد البصرة القديم أو جامع خطوة الإمام علي وهو أول مسجد في الإسلام خارج مكة والمدينة المنورة شيد في عهد الخليفة عمر بن الخطاب من قبل عتبة بن غزوان والي البصرة كان في بداياته مبني من أجذاع النخيل لكنهُ تدمر بالحريق الكبير وأعيد بنائه من اللبن والطين من ثم اعيد بناءه في خلافة عمر بن عبد العزيز ثم تدمر في عهد الدولة العباسية جراء الفيضان الكبير الذي أصاب مدينة البصرة وتضائلت أهميته بعد انتقال معظم أهل البصرة من موقعها القديم إلى الجديد، ولقد شهد هذا المسجد مراحل مهمة من تأريخ الإسلام والمسلمين، ومنها زيارة علي بن أبي طالب وعائشة لهُ بعد موقعة الجمل، وخطبة زياد بن أبيه التي سميت بالبتراء، وكذلك مجزرة الحجاج التي راح ضحيتها مئات كبار العرب في البصرة، وثورة الزنج. ويعتبر أول مدرسة للفقه، والحديث النبوي الشريف ثم علم الأصول والفلسفة. ودرس فيه الإمام عبد الله بن عباس المسمى بحبر الأمة، والزاهد الحسن البصري، وواصل بن عطاء. وفيه أول دعوة لاعتماد العقل كطريق لاستنباط الأحكام الشرعية.

## المسجد في الوقت الحاضر
يعتبر مسجد البصرة القديم من المناطق المهمة لدى طائفة الشيعة حاليا، حيث يزورونه ويقيمون فيهِ الصلاة ويسمونه مسجد خطوة الإمام علي بن ابي طالب لأنه حضر وصلى فيه وألقى عددا من الخطب فيهِ عند واقعة الجمل الشهيرة سنة 36 للهجرة.